# Zbigniew Jurewicz

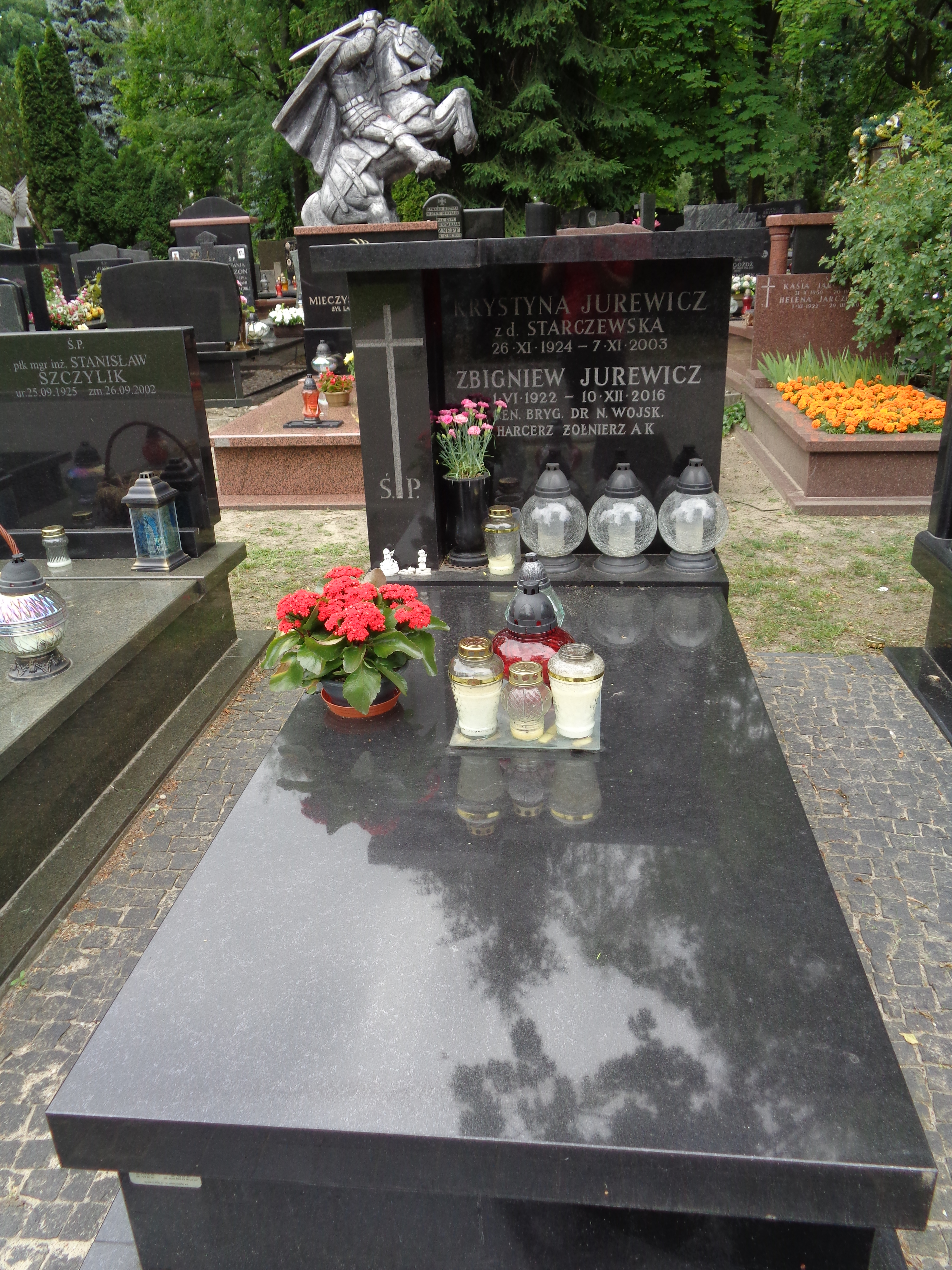
Grób gen. bryg. Zbigniewa Jurewicza i jego żony Krystyny na cmentarzu wojskowym na Powązkach

Zbigniew Jurewicz pseud. Miś (ur. 1 czerwca 1922 w Krakowie, zm. 10 grudnia 2016) – generał brygady Wojska Polskiego, doktor nauk wojskowych.

## Życiorys
Syn Karola i Marii z domu Chudoment, do 1939 uczył się w krakowskim liceum zlikwidowanym w grudniu 1939 przez Niemców. W 1941 zdał maturę w Liceum Administracyjno-Handlowym w Krakowie i został księgowym w majątku Sichów-Szwagrów w powiecie staszowskim. W kwietniu 1943 wstąpił do AK, przybierając pseudonim "Miś". 15 września 1944 powołany do służby w ludowym Wojsku Polskim. Absolwent Oficerskiej Szkoły Artylerii w Chełmie Lubelskim, którą ukończył 29 kwietnia 1945 i został promowany na stopień podporucznika w korpusie oficerów artylerii przez gen. dyw. Bolesława Czarniawskiego. Po promocji został dowódcą plutonu szkolnego, a następnie baterii szkolnej (po przeniesieniu szkoły do Torunia).
W Oficerskiej Szkole Artylerii w Toruniu pełnił służbę do września 1954, będąc kolejno dowódcą baterii szkolnej (1946-1947), wykładowcą instrukcji strzelania (1947-1948) i dowódcą I dywizjonu szkolnego (1948-1954). W latach 1954–1955 ukończył z wyróżnieniem kurs Dowódców i Szefów Sztabu Pułku w Wyższej Szkole Artylerii w Toruniu i został zastępcą komendanta tej szkoły ds. liniowych. We wrześniu 1956 został dowódcą 19 Brygady Artylerii Haubic w Orzyszu, a po rozwiązaniu brygady w czerwcu 1957 objął funkcję zastępcy dowódcy 8 Dywizji Artylerii Przełamania w Bemowie Piskim do spraw szkolenia. W latach 1957–1961 słuchacz Fakultetu Artylerii Akademii Sztabu Generalnego WP w Warszawie, którą ukończył z wyróżnieniem w lipcu 1961 i rozpoczął służbę w Zarządzie Operacyjnym Sztabu Generalnego Wojska Polskiego. W latach 1965–1967 studiował w Akademii Sztabu Generalnego Sił Zbrojnych ZSRR im. K. Woroszyłowa w Moskwie. Po powrocie do kraju został zastępcą szefa, a w kwietniu 1968 szefem Zarządu Operacyjnego Sztabu Generalnego Wojska Polskiego (do czerwca 1972). 9 października 1968 na mocy uchwały Rady Państwa awansowany do stopnia generała brygady. Nominację generalską wręczył mu 12 października 1968 w Belwederze przewodniczący Rady Państwa PRL, marszałek Polski Marian Spychalski.
W trakcie wydarzeń grudniowych 1970 był szefem sztabu Grupy Operacyjnej Obrony Warszawy. Wchodził również, jako reprezentant Ministerstwa Obrony Narodowej, w skład sztabu kryzysowego powołanego w MSW. Od czerwca 1972 do stycznia 1982 zastępca komendanta Akademii Sztabu Generalnego ds. naukowych. 15 czerwca 1979 obronił rozprawę doktorską na temat: Kierunek doskonalenia organizacji i planowania działalności naukowej w Wyższej Szkole Wojskowej typu dowódczego (na przykładzie ASG WP), uzyskując stopień doktora nauk wojskowych.
Od kwietnia 1982 do października 1983 minister pełnomocny – przedstawiciel PRL w Międzynarodowej Komisji Kontroli i Nadzoru, nadzorującej zawieszenie broni między Koreą Północną a Koreą Południową. 24 października 1984, w wieku 62 lat przeszedł w stan spoczynku.
Pochowany na Cmentarzu Wojskowym na Powązkach w Warszawie (kwatera EII-1-3).

## Awanse
W trakcie wieloletniej służby w ludowym Wojsku Polskim otrzymywał awanse na kolejne stopnie wojskowe:
- podporucznik – 29 kwietnia 1945
- porucznik – 9 maja 1946
- kapitan – 1 stycznia 1947
- major – 22 lipca 1948
- podpułkownik – 1 maja 1951
- pułkownik – 12 października 1962
- generał brygady – 9 października 1968

## Życie prywatne
Mieszkał w Warszawie. Żonaty z Krystyną z domu Starczewską (1924-2003). Małżeństwo miało córkę i syna.

## Odznaczenia i wyróżnienia
- Krzyż Komandorski Orderu Odrodzenia Polski
- Krzyż Kawalerski Orderu Odrodzenia Polski
- Krzyż Partyzancki
- Krzyż Armii Krajowej
- Srebrny Krzyż Zasługi (1946)
- Medal 10-lecia Polski Ludowej
- Medal 30-lecia Polski Ludowej
- Złoty Medal "Siły Zbrojne w Służbie Ojczyzny"
- Srebrny Medal "Siły Zbrojne w Służbie Ojczyzny"
- Brązowy Medal "Siły Zbrojne w Służbie Ojczyzny"
- Złoty Medal "Za zasługi dla obronności kraju"
- Srebrny Medal "Za zasługi dla obronności kraju"
- Brązowy Medal "Za zasługi dla obronności kraju"
- Medal Komisji Edukacji Narodowej (1973)
- Odznaka „Zasłużony Działacz Kultury Fizycznej”
- Order Czerwonego Sztandaru (Czechosłowacja, 1971)[5]
- inne odznaczenia resortowe i pamiątkowe.